# 圣托里尼火山口
圣托里尼火山口（希臘語：Καλδέρα Σαντορίνης），是希臘的一个大型的、基本上被水淹没的火山口，位于爱琴海南部，希腊克里特岛北部120公里的海面。水面以上可见的是环状的圣托里尼群岛，包括最大的岛屿圣托里尼岛（锡拉岛），周边有锡拉夏岛、阿斯普罗尼西岛，中心是卡美尼岛。這處火山口被國際火山學與地球內部化學協會（IAVCEI）列為十年火山。

## 地理

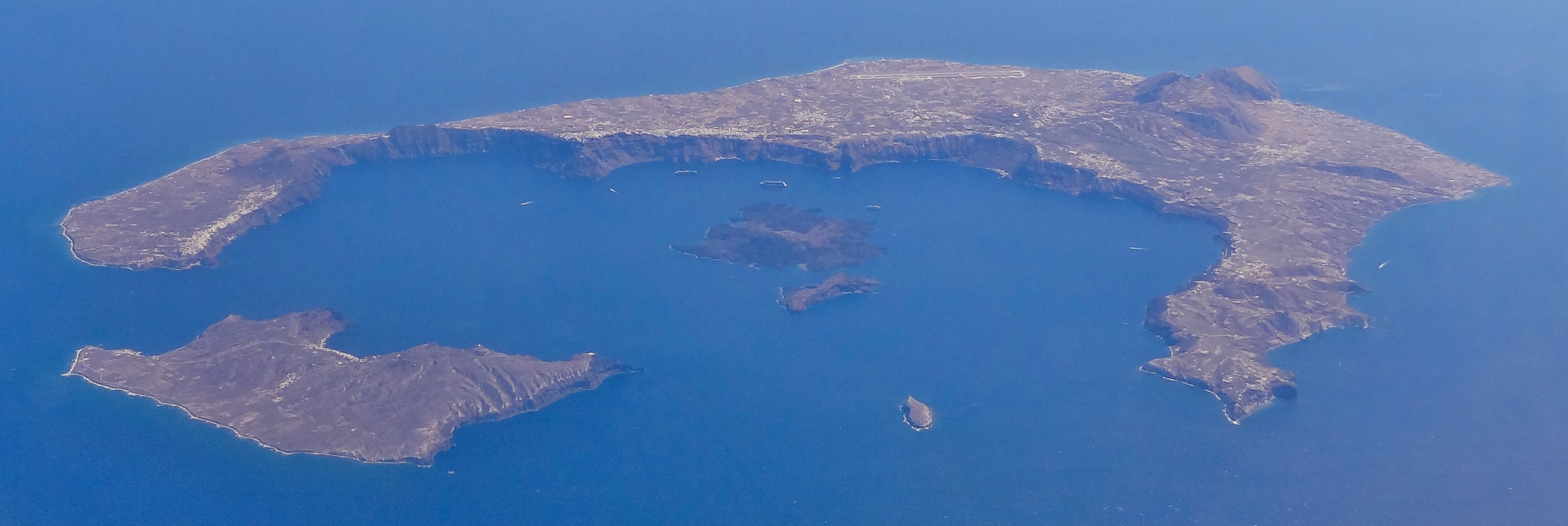
圣托里尼火山口鸟瞰

火山口的大小约长12千米，宽7千米, 三面的峭壁高约300米。
火山口的中心有两个小火山岛，新卡美尼岛和旧卡美尼岛。
最大的岛屿圣多里尼面积有75.8平方千米，锡拉夏岛9.3平方千米，无人居住的岛屿新卡美尼岛3.4平方千米，旧卡美尼岛0.5平方千米，阿斯普罗尼西岛0.1平方千米。
圣托里尼的高墙，偕同粉刷的村庄，阳光明媚的气候和完美的观测条件相结合而生的非凡美感，像磁铁一样吸引火山学家，使之成为爱琴海旅游的一大亮点。

## 地质

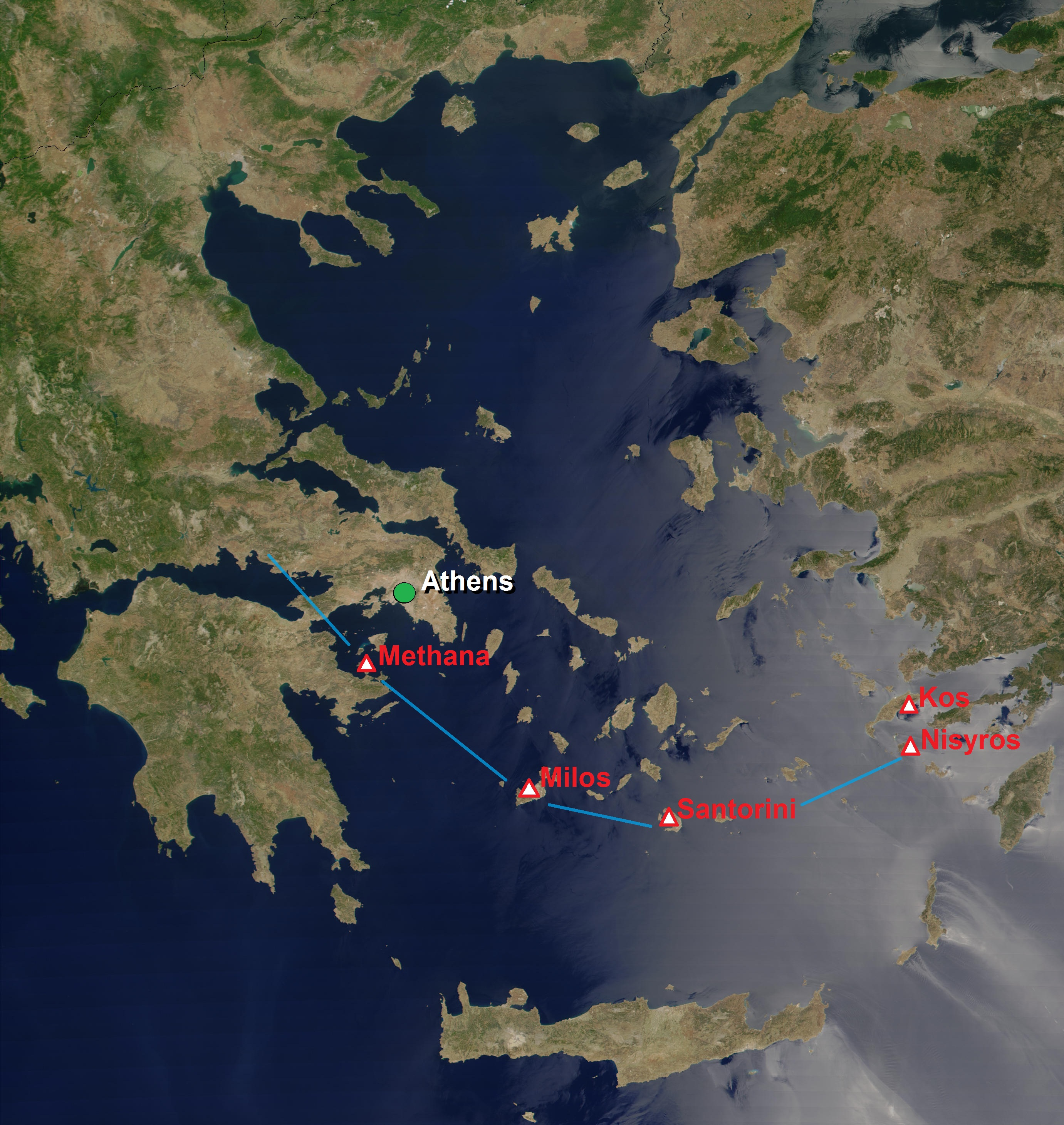
南爱琴海火山岛弧包括迈萨纳岛，米洛斯岛，圣托里尼岛和尼西罗斯岛。

圣托里尼合成火山的是南爱琴海火山岛弧最活跃的部分，其中包括迈萨纳岛，米洛斯岛，圣托里尼岛和尼西羅斯島。它标志着非洲板块以每年5厘米的速度向东北方歐亞大陸板塊南方的愛琴海板塊俯冲。它的特点是150-170公里深度的地震。
圣托里尼中心的卡美尼島是由火山岩构成的。

## 喷发历史
下表列出了由国立自然历史博物馆的全球火山活动计划所记录的，从米诺斯火山爆发开始的主要火山活动
| 开始时间                           | 结束时间            | 特征 |
| ---------------------------------- | ------------------- | --- |
| 公元前1610±14年 （米诺斯火山爆发） | 未知                | 中心式喷发，区域裂隙式喷发，海底喷发，爆炸性喷发，火山碎屑流，水下爆炸，造成人员伤亡，广泛的物理损坏，泥石流，海啸，火山口塌陷，人员撤离。 |
| 公元前197年                        | 未知                | 中心式喷发，区域裂隙式喷发，海底喷发，形成新岛，爆炸性喷发。                                                                               |
| 公元46年12月31日                   | 公元47年2月1日±30天 | 中心式喷发，区域裂隙式喷发，海底喷发，形成新岛，爆炸性喷发，熔岩流，熔岩穹丘挤出，海啸。                                                   |
| 公元726年7月15日±45天              | 未知                | 中心式喷发，区域裂隙式喷发，海底喷发，形成新岛，爆炸性喷发，熔岩流，熔岩穹丘挤出，损坏。                                                   |
| 1570年                             | 1573年              | 中心式喷发，区域裂隙式喷发，海底喷发，形成新岛，爆炸性喷发，熔岩流，熔岩穹丘挤出。                                                         |
| 1650年9月27日                      | 1650年12月6日       | 侧翼（偏心）喷发，区域裂隙式喷发，海底喷发，形成新岛，爆炸性喷发，熔岩流，造成人员伤亡，损坏，海啸。                                       |
| 1707年5月23日                      | 1711年9月14日       | 中心式喷发，区域裂隙式喷发，海底喷发，形成新岛，爆炸性喷发，熔岩流，熔岩穹丘挤出，损坏。                                                   |
| 1866年1月26日                      | 1870年10月15日      | 中心式喷发，区域裂隙式喷发，海底喷发，形成新岛，爆炸性喷发，熔岩流，熔岩穹丘挤出，造成人员伤亡，损坏，人员撤离。                           |
| 1925年8月11日                      | 1928年3月17日       | 中心式喷发，区域裂隙式喷发，爆炸式喷发，水下爆炸，熔岩流，熔岩穹丘挤出。                                                                   |
| 1939年8月20日                      | 1941年7月2日±1天    | 中心式喷发，区域裂隙式喷发，海底喷发，爆炸式喷发，水下爆炸，熔岩流，熔岩穹丘挤出，损坏。                                                   |
| 1950年1月10日                      | 1950年2月2日        | 中心式喷发，区域裂隙式喷发，海底喷发，爆炸式喷发，水下爆炸，熔岩流，熔岩穹丘挤出。                                                         |